# بندوريات
بندوريات (الاسم العلمي: Pandoridae)، فصيلة حيوانات بحرية من الرخويات صفيحيات الخياشيم. أجناسها وأنواعها المعروفة قليلة العدد. أعطانها بحار البلاد المعتدلة الحرارة.